# Rahitis
Rahitis je bolezen kosti, ki se najpogosteje pojavlja v državah s hladnim podnebjem in pomanjkanjem sončne svetlobe. Za boleznijo zbolevajo otroci, najpogosteje nedonošenčki.

## Vzroki
Najpogostejši razlog je avitaminoza vitamina D. Ta zmanjšuje vsrkavanje kalcijevih in fosforjevih soli iz hrane, ovira nalaganje mineralnih soli v kostnini in vezivnem hrustancu. Rahitis je povezan s pomanjkanjem sonca, nepravilnim delovanjem želodca in črevesja (motnje v absorpciji) in nepravilno prehrano.
Redkejši vzroki so ledvične bolezni (s sečem uhajajo fosforjeve in kalcijeve soli, to povzroča veliko izgubo mineralov). Hereditarni (dedni) rahitis je genetsko pogojen (nezmožnost tvorbe vitamina) in se včasih pojavlja skupaj s prirojenimi malformacijami, albinizmom in poševnimi očesnimi režami.
Glavni vzroki so torej pomanjkanje sončne svetlobe in čistega zraka, pomanjkanje higiene, nepravilna prehrana, genetsko pogojene bolezni ter bolezni želodca, črevesja in ledvic.

## Znaki
- Biološki znaki so stalni: pomanjkanje fosforja v krvi, raven kalcija je navadno normalna.
- Rentgenska slika: omogoča natančno diagnozo:

- slaba mineralizacija kosti, zato so sence na sliki manj goste
- okostenitve se pokažejo pozneje
- še posebej spremenjene so dolge kosti okončin (nepravilna oblika, nepravilna meja med epifizo in metafizo)

## Zdravljenje
Pri najpogostejšem povzročitelju, tj. avitaminozi vitamina D:
- med 2. in 3. letom lahko sam izgine; ostanejo lahko deformacije prsnega koša, udov, medenice, hrbtenice; prognoza je slabša
- vnos umetnega in naravnega vitamina D (ribje olje)
- že razvit rahitis kljub zdravljenju pusti posledice

## Preprečevanje
- zadostna in primerna hrana med nosečnostjo
- dovolj sonca in svežega zraka
- vnos fosforjevih in kalcijevih soli ter vitamina D (predvsem pozimi)
- primerna higiena

## Vir
- Medicinska enciklopedija